# Karlö, Pyttis
Karlö, finska: Kaarlinsaari, är en ö i Finland. Den ligger i Kymmene älv och i kommunen Pyttis i  landskapet Kymmenedalen, i den södra delen av landet, 90 km öster om huvudstaden Helsingfors. Öns area är 67,9 hektar och dess största längd är 1,5 kilometer i nord-sydlig riktning.